# Benito de Sala y de Caramany
Benito de Sala y de Caramany o en catalán Benet de Sala i de Caramany (Gerona, 16 de abril de 1646 – Roma, 2 de julio de 1715) fue un monje, abad, obispo y cardenal catalán.

## Biografía

### Orígenes familiares
Era hijo de Francesc de Sala, doctor en ambos derechos, y de Anna Caramany y Ceja. Los padrinos de su bautismo fueron Josep de Lanuza y de Rocabertí –conde de Plasencia, posteriormente virrey y capitán general de Mallorca– y Magdalena de Homs, viuda del noble Francesc de Asís Desbach y Descatllar.

### Formación
En 1658 ingresó al monasterio de Montserrat, seguramente como monaguillo para pasar luego a monje. A continuación se inscribió para cursar estudios de filosofía en Barcelona.
Posteriormente se trasladó a Salamanca, donde estudió teología en el Colegio de San Vicente, regentado por la Congregación Benedictina de Valladolid, a la que Montserrat pertenecía. Obtuvo el título de doctor y fue nombrado catedrático en 1676, cuando tenía treinta años. Permaneció en Salamanca dedicándose a la docencia durante al menos cinco años (1676-1681).

### Primeros cargos eclesiásticos
Fue nombrado definidor general y visitador de los monasterios de su Congregación situados en territorios de la Corona de Aragón. Poco después, en 1681, fue designado abad de Montserrat, cargo que ejerció durante el periodo abacial de cuatro años.
En el año 1684, antes incluso de acabar su cuadrienio como abad de Montserrat, fue promovido por Carlos II a abad de Santo Pau del Camp, que era de patronato real. Ejerció el cargo durante un periodo de ocho años (1684-1693), durante el cual en varios documentos aparece firmando también como abad de Sant Pere de Portezuela (o de Frontanyà), en el municipio berguedano de La Quart, hecho que se explicaría por el hecho de tratarse de dos monasterios que estaban unidos.
También consta que fue abad de Santa María de Gerri de la Sal (Pallars Sobirá), también vinculado al de Sant Pau de Camp.

### Nombramiento como obispo de Barcelona
En 1696 fue elegido abad de Santa María de Ripoll, pero declinó el cargo, por estar a la espera de ocupar la mitra del obispado de Barcelona.
Finalmente el 24 de noviembre de 1698, a propuesta del rey Carlos II, el papa Inocencio XII lo nombró obispo de Barcelona. Tomó posesión del obispado el 21 de enero de 1699.
De su mandato episcopal destacan la fundación de la Casa de la Misión y la reconstrucción del Palacio Episcopal de Barcelona, —bastante malogrado debido a la invasión francesa de finales del siglo XVII—, para la cual se vio obligado a aportar fondos propios. Por estos proyectos empeoró su situación patrimonial, ya comprometida por las estrecheces financieras de la familia Sala.

### Guerra de Sucesión Española
Si bien al principio el obispo Sala estaba alineado con el partido austracista, desde el año 1700, en que Felipe V de España subió al trono, mantuvo una buena relación con el monarca y su entorno, que se manifestó especialmente en la preparación del juramento de las Constituciones catalanas que realizó el nuevo rey borbón en la catedral de Barcelona.
El interés de las altas jerarquías catalanas por la cuestión del cambio dinástico era grande, especialmente por la prudencia que les generaban las supuestas reformas y el supuesto regalismo que estas llevaban implícito, especialmente debido a la influencia pro francesa. La politización de los clérigos tenía lugar al mismo tiempo que el anticlericalismo, corriente opuesta al poder de la Iglesia que había ido aumentando en los últimos años del reinado de Carlos II. En Barcelona, en 1701, circulaba un folletín titulado Consejos políticos que le dió Luis XIV a Felipe V, que incitaban al nieto del rey Sol, ya como nuevo rey de España, a fiscalizar la Iglesia lo antes posible.
El debate de las Cortes de 1701-02 marcó la opinión y el posicionamiento del clero catalán ante el nuevo régimen. El clero salió bien librado económicamente de las referidas Cortes, y fue satisfecha su voluntad de que los cargos eclesiásticos fueran ocupados por catalanes (excepto en cuanto a la archidiócesis de Tarragona). El descontento en sectores importantes del clero, no obstante, se mantuvo, y los cambios borbónicos generaron cierta inquietud al obispo barcelonés Benet Sala y al obispo de Solsona, Joan de Santamaría. El resto de los obispos de las diócesis catalanas eras pro borbónicos, así como la mayoría de los canónigos y abades de monasterios. Esta situación cambió, no obstante, en 1704.
En 1704 es cuando, ante lo que se percibía como una amenaza de la nueva administración a la fiscalidad, los intereses comerciales, económicos y las constituciones catalanas, se produce una conspiración de los sectores fieles al anterior virrey Jordi de Darmstadt, opuestos al nuevo virrey Velasco. Las razones de su fracaso hay que buscarlas en la falta de cohesión de los austracistas de la Conferencia de los Tres Comunes y en la poca implicación de los aliados en la trama, en especial de los ingleses.
A pesar de que aún no se puede hablar de una enemistad entre el obispo Sala y el virrey Velasco, los cuales seguían manteniendo correspondencia y las relaciones propias de sus cargos, lo cierto es que llegó un momento en que Velasco, en el marco de sus investigaciones sobre el alcance de la conjura fracasada y del progresivo y claro decantamiento del clero catalán hacia la causa austracista, se giró contra el obispo.
En este contexto, a inicios del mes de marzo de 1705, un real despacho del Consejo Supremo de Aragón citó a Sala para ir a Madrid a tratar «causas tocantes al Real Servicio». Sala llegó a la Corte el 5 de abril de aquel año, se presentó ante el rey, y permaneció allí durante un año y medio. Durante todo ese tiempo mantuvo entrevistas con los ministros de la Corte y los consejeros de Aragón, sin que se le indicara el motivo de su estancia, en un claro deseo de mantenerlo confinado y apartado de su diócesis.
El 20 de junio de 1706 el rey Felipe V, debido al avance de las tropas austracistas comandadas por el marqués de las Minas, abandonó la capital con la Corte y los reales consejos, primero hacia Guadalajara y después hacia Burgos. El obispo Sala, al no disponer de indicaciones y recursos económicos para su desplazamiento, permaneció en Madrid junto con el personal episcopal que lo asistía (secretarios, ayudantes de cuarto, etc.).
Cuando el 25 de junio Madrid se rindió y el marqués de Minas entró en la ciudad, proclamando el archiduque Carlos rey de España, el obispo Sala fue a hacer los cumplimientos debidos al marqués.

### Asilo en Aviñón
El 4 de agosto de 1706, en camino hacia Alcalá de Henares, el obispo fue hecho prisionero por unos soldados borbónicos. Felipe V mandó que lo trasladaran a Bayona, en Francia, y después al castillo de la Trompeta de Burdeos. De allí, a petición del papa, pasó a la ciudad pontificia de Aviñón, siéndole notificada su expulsión de España.
Sus carencias económicas se vieron agudizadas cuando los franceses ocuparon Gerona y confiscaron los bienes de su sobrino Benet de Sala y Ceja, que le apoyaba.
La situación del obispo Sala incomodaba tanto al papa como a la administración austracista. Ramón Villana-Perlas, secretario de Estado del archiduque, no afrontaba proactivamente la solución a la situación del estado de Sala, por más que en su correspondencia le pide reiteradamente favores para su entorno familiar.
Después de que el archiduque Carlos marchara de Barcelona hacia Viena, y en el marco, en el otoño de 1712, de las prenegociaciones del tratado de Utrecht, se acordó un intercambio de prisioneros de ambos bandos. A Sala, no obstante, se lo instaba a pasar en Viena, Milán o Roma, pero no en Barcelona. La no aceptación de esta alternativa ralentizó su salida de Aviñón, donde tuvo que permanecer hasta 1713.

### Nombramiento como cardenal y vuelta a Barcelona
Mientras todavía estaba en Aviñón, el obispo Sala recibió la noticia de su nombramiento, por parte del papa, como cardenal. El nombramiento in pectore fue en 1712, pero no se oficializó hasta el consistorio del 30 de enero de 1713, una vez firmado el tratado de Utrecht.
Cuando el 10 de abril de 1713 llega por fin a Barcelona, se encuentra con que la emperatriz y Villana ya habían abandonado la ciudad. La presencia de Sala en Barcelona, en el contexto de las negociaciones para la aprobación del tratado, el Convenio del Hospitalet de suspensión de las hostilidades y evacuación del Principado por parte de los aliados, era incómoda para los austracistas. Por otro lado, el 24 de marzo de 1713 Felipe V había firmado un real decreto en el cual consideraba enemigo el obispo Sala y ordenaba a todas sus autoridades que no le reconocieran el título de cardenal, extremo que recomendaba a su abuelo, rey de Francia, que mandase lo mismo a sus cardenales y ministros.

### Ida a Roma y muerte
El 3 de julio de 1713 el obispo se embarcó hacia Génova, como indica la carta que dirigió al consistorio barcelonés: «…en execusió de la ordre ab que me trobo de passar á Roma, ab lo motiu de reber de mans de sa Beatitud, lo sombrero (capello cardenalici), últim complement de l'honor cardenalici al cual se ha dignat elevarme N.SS Pare y senyor Clement XI…».
Una vez en Roma, y especialmente después de la caída de Barcelona, el cardenal Sala cayó en el olvido y la enfermedad. Ni siquiera pudo presentarse ante el papa para recibir el capelo cardenalicio. Murió el 1 de julio de 1715.
La Biblioteca de Reserva de la Universitat de Barcelona conserva algunas obras que formaron parte de la biblioteca personal de Sala, y un ejemplo de las marcas de propiedad que identificaron sus libros a lo largo de su vida.